# USS Escatawpa (AOG-27)
USS Escatawpa (AOG-27) – amerykański tankowiec typu Mettawee z okresu II wojny światowej.
Stępkę jednostki położono w stoczni East Coast Shipyard Inc. w Bayonne (stan New Jersey). Zwodowano go 3 czerwca 1944. Jednostka weszła do służby 18 sierpnia 1944, pierwszym dowódcą został Lieutenant H. T. Nottage, USCGR.

## Służba w czasie II wojny światowej
Okręt został przydzielony do Floty Pacyfiku, operował w jej składzie zaopatrując okręty i inne jednostki na trasie łączącej wyspy w centralnej części Pacyfiku.
Tajfun 17 września 1945 spowodował wejście jednostki na mieliznę w pobliżu Kagoshima Kaiwan.

## Wycofanie ze służby
Okręt został ściągnięty na głęboką wodę 10 października. Wrócił do San Francisco, gdzie został wycofany ze służby 20 marca 1946. Następnie został przekazany Maritime Commission do odstawienia do National Defense Reserve Fleet. Sprzedany do służby cywilnej w kwietniu 1947 brazylijskiej firmie. Zatonął w 1970.

## Medale i odznaczenia
Załoga „Escatawpa” była uprawniona do noszenia następujących odznaczeń:
- Medal Kampanii Amerykańskiej
- Medal Kampanii Azji-Pacyfiku
- Medal Zwycięstwa w II Wojnie Światowej